# Liste des planètes mineures non numérotées découvertes en septembre 2006
Pour un article plus général, voir Liste des planètes mineures non numérotées découvertes en 2006.
Pour un article plus général, voir Liste des planètes mineures.
Cet article dresse la liste des planètes mineures (astéroïdes, centaures, objets transneptuniens et assimilés) non numérotées découvertes en septembre 2006 dans l'ordre de leur découverte.
Au 15 janvier 2025, 661 077 des 1 434 993 planètes mineures répertoriées par le Centre des planètes mineures ne sont pas encore numérotées, soit 46,07 %.

## Rappel concernant la désignation provisoire
La désignation provisoire indique l'ordre de découverte de ces objets. En effet, cette désignation est composée de l'année de découverte (par exemple 2006) suivie de la quinzaine (demi-mois) de découverte (p.e. A = 1-15 janvier) puis de l'ordre de découverte dans cette quinzaine. Cet ordre est indiqué par une lettre et éventuellement un chiffre comme suit : A pour la première découverte, B pour la deuxième, ..., Z pour la 25e (le I n'est pas utilisé pour éviter la confusion avec 1), A1 pour la 26e, B1 pour la 27e, etc. , Z1 pour la 50e, A2 pour la 51e, B2 pour la 52e, etc. L'ordre de la numérotation ne suit donc pas l'ordre alphanumérique. 2006 AA1 suit ainsi 2006 AZ et précède 2006 AB1.

## Liste

### Du1erau 15 septembre 2006
- 2006 RZ
- 2006 RF1
- 2006 RG1
- 2006 RK1
- 2006 RO1
- 2006 RR1
- 2006 RV1
- 2006 RE2
- 2006 RH2
- 2006 RJ2
- 2006 RN2
- 2006 RV2
- 2006 RJ3
- 2006 RK3
- 2006 RY5
- 2006 RH7
- 2006 RJ7
- 2006 RL7
- 2006 RG8
- 2006 RW9
- 2006 RF12
- 2006 RH12
- 2006 RB13
- 2006 RD13
- 2006 RV13
- 2006 RW13
- 2006 RZ14
- 2006 RA21
- 2006 RN22
- 2006 RT22
- 2006 RH24
- 2006 RT24
- 2006 RZ24
- 2006 RB25
- 2006 RD25
- 2006 RO25
- 2006 RX25
- 2006 RA26
- 2006 RB29
- 2006 RF29
- 2006 RT29
- 2006 RU29
- 2006 RB30
- 2006 RE30
- 2006 RO30
- 2006 RP31
- 2006 RX31
- 2006 RC32
- 2006 RY36
- 2006 RV41
- 2006 RA43
- 2006 RE43
- 2006 RM43
- 2006 RJ45
- 2006 RU45
- 2006 RL46
- 2006 RM46
- 2006 RV46
- 2006 RW46
- 2006 RA47
- 2006 RH47
- 2006 RJ47
- 2006 RQ48
- 2006 RZ48
- 2006 RB49
- 2006 RU49
- 2006 RJ50
- 2006 RO50
- 2006 RZ50
- 2006 RC51
- 2006 RE51
- 2006 RJ51
- 2006 RM51
- 2006 RQ51
- 2006 RH52
- 2006 RL52
- 2006 RO53
- 2006 RU53
- 2006 RK54
- 2006 RU54
- 2006 RA55
- 2006 RO55
- 2006 RS55
- 2006 RT55
- 2006 RT56
- 2006 RS57
- 2006 RQ58
- 2006 RU58
- 2006 RP60
- 2006 RQ60
- 2006 RY60
- 2006 RB63
- 2006 RJ63
- 2006 RN63
- 2006 RU63
- 2006 RP64
- 2006 RZ64
- 2006 RX65
- 2006 RM66
- 2006 RO66
- 2006 RS66
- 2006 RW66
- 2006 RS67
- 2006 RM68
- 2006 RN68
- 2006 RO68
- 2006 RW68
- 2006 RR69
- 2006 RX69
- 2006 RB70
- 2006 RJ70
- 2006 RK70
- 2006 RP70
- 2006 RY70
- 2006 RM71
- 2006 RP71
- 2006 RC72
- 2006 RO72
- 2006 RQ72
- 2006 RV72
- 2006 RW72
- 2006 RY72
- 2006 RO73
- 2006 RS73
- 2006 RU73
- 2006 RW73
- 2006 RX73
- 2006 RY73
- 2006 RZ73
- 2006 RJ74
- 2006 RP74
- 2006 RU74
- 2006 RU75
- 2006 RO76
- 2006 RX76
- 2006 RB77
- 2006 RH77
- 2006 RK77
- 2006 RC78
- 2006 RY78
- 2006 RA80
- 2006 RU80
- 2006 RV80
- 2006 RF81
- 2006 RO81
- 2006 RR81
- 2006 RT81
- 2006 RU81
- 2006 RG82
- 2006 RN82
- 2006 RE83
- 2006 RM83
- 2006 RQ83
- 2006 RV83
- 2006 RW83
- 2006 RD84
- 2006 RK84
- 2006 RO84
- 2006 RW84
- 2006 RJ85
- 2006 RK85
- 2006 RM85
- 2006 RS85
- 2006 RN86
- 2006 RF87
- 2006 RG87
- 2006 RL87
- 2006 RO87
- 2006 RP87
- 2006 RV87
- 2006 RH88
- 2006 RU88
- 2006 RZ88
- 2006 RM89
- 2006 RP89
- 2006 RU89
- 2006 RV89
- 2006 RC90
- 2006 RM90
- 2006 RA91
- 2006 RM91
- 2006 RW91
- 2006 RR92
- 2006 RU92
- 2006 RE93
- 2006 RM96
- 2006 RN96
- 2006 RD97
- 2006 RN97
- 2006 RB98
- 2006 RP98
- 2006 RO100
- 2006 RA101
- 2006 RY101
- 2006 RO102
- 2006 RF103
- 2006 RO103
- 2006 RP103
- 2006 RU103
- 2006 RZ103
- 2006 RH104
- 2006 RF105
- 2006 RG105
- 2006 RH105
- 2006 RJ105
- 2006 RK105
- 2006 RN105
- 2006 RO105
- 2006 RQ105
- 2006 RW105
- 2006 RY105
- 2006 RD106
- 2006 RE106
- 2006 RG106
- 2006 RH106
- 2006 RL106
- 2006 RP106
- 2006 RQ106
- 2006 RS106
- 2006 RU106
- 2006 RV106
- 2006 RY106
- 2006 RB107
- 2006 RC107
- 2006 RE107
- 2006 RH107
- 2006 RJ107
- 2006 RK107
- 2006 RL107
- 2006 RM107
- 2006 RP107
- 2006 RQ107
- 2006 RR107
- 2006 RS107
- 2006 RT107
- 2006 RV107
- 2006 RY107
- 2006 RZ107
- 2006 RB108
- 2006 RC108
- 2006 RD108
- 2006 RE108
- 2006 RF108
- 2006 RG108
- 2006 RH108
- 2006 RM108
- 2006 RQ108
- 2006 RS108
- 2006 RT108
- 2006 RW108
- 2006 RY108
- 2006 RA109
- 2006 RB109
- 2006 RC109
- 2006 RD109
- 2006 RE109
- 2006 RG109
- 2006 RK109
- 2006 RL109
- 2006 RM109
- 2006 RN109
- 2006 RT109
- 2006 RU109
- 2006 RV109
- 2006 RW109
- 2006 RX109
- 2006 RY109
- 2006 RA110
- 2006 RB110
- 2006 RC110
- 2006 RD110
- 2006 RE110
- 2006 RF110
- 2006 RG110
- 2006 RH110
- 2006 RL110
- 2006 RM110
- 2006 RQ110
- 2006 RT110
- 2006 RV110
- 2006 RW110
- 2006 RA111
- 2006 RB111
- 2006 RC111
- 2006 RD111
- 2006 RE111
- 2006 RG111
- 2006 RK111
- 2006 RO111
- 2006 RP111
- 2006 RQ111
- 2006 RS111
- 2006 RT111
- 2006 RU111
- 2006 RV111
- 2006 RW111
- 2006 RX111
- 2006 RZ111
- 2006 RA112
- 2006 RB112
- 2006 RD112
- 2006 RE112
- 2006 RF112
- 2006 RG112
- 2006 RL112
- 2006 RM112
- 2006 RP112
- 2006 RQ112
- 2006 RR112
- 2006 RU112
- 2006 RV112
- 2006 RY112
- 2006 RZ112
- 2006 RC113
- 2006 RD113
- 2006 RG113
- 2006 RH113
- 2006 RJ113
- 2006 RM113
- 2006 RN113
- 2006 RO113
- 2006 RP113
- 2006 RR113
- 2006 RU113
- 2006 RV113
- 2006 RW113
- 2006 RX113
- 2006 RY113
- 2006 RA114
- 2006 RB114
- 2006 RJ114
- 2006 RK114
- 2006 RL114
- 2006 RN114
- 2006 RO114
- 2006 RP114
- 2006 RT114
- 2006 RW114
- 2006 RY114
- 2006 RA115
- 2006 RB115
- 2006 RC115
- 2006 RF115
- 2006 RG115
- 2006 RH115
- 2006 RK115
- 2006 RL115
- 2006 RO115
- 2006 RP115
- 2006 RQ115
- 2006 RR115
- 2006 RS115
- 2006 RT115
- 2006 RU115
- 2006 RV115
- 2006 RW115
- 2006 RX115
- 2006 RY115
- 2006 RZ115
- 2006 RA116
- 2006 RE116
- 2006 RF116
- 2006 RK116
- 2006 RM116
- 2006 RN116
- 2006 RP116
- 2006 RR116
- 2006 RS116
- 2006 RT116
- 2006 RU116
- 2006 RV116
- 2006 RX116
- 2006 RY116
- 2006 RZ116
- 2006 RA117
- 2006 RC117
- 2006 RD117
- 2006 RH117
- 2006 RJ117
- 2006 RK117
- 2006 RM117
- 2006 RQ117
- 2006 RR117
- 2006 RU117
- 2006 RV117
- 2006 RW117
- 2006 RY117
- 2006 RZ117
- 2006 RA118
- 2006 RB118
- 2006 RE118
- 2006 RG118
- 2006 RH118
- 2006 RJ118
- 2006 RK118
- 2006 RN118
- 2006 RO118
- 2006 RP118
- 2006 RQ118
- 2006 RR118
- 2006 RS118
- 2006 RT118
- 2006 RV118
- 2006 RW118
- 2006 RY118
- 2006 RZ118
- 2006 RA119
- 2006 RB119
- 2006 RC119
- 2006 RD119
- 2006 RF119
- 2006 RG119
- 2006 RH119
- 2006 RM119
- 2006 RN119
- 2006 RP119
- 2006 RR119
- 2006 RT119
- 2006 RX119
- 2006 RY119
- 2006 RZ119
- 2006 RA120
- 2006 RB120
- 2006 RC120
- 2006 RD120
- 2006 RE120
- 2006 RF120
- 2006 RH120
- 2006 RN120
- 2006 RV120
- 2006 RA121
- 2006 RH121
- 2006 RM121
- 2006 RN121
- 2006 RZ121
- 2006 RK122
- 2006 RQ122
- 2006 RS122
- 2006 RX122
- 2006 RK123
- 2006 RM123
- 2006 RP123
- 2006 RT123
- 2006 RV123
- 2006 RZ123
- 2006 RA124
- 2006 RB124
- 2006 RD124
- 2006 RE124
- 2006 RF124
- 2006 RJ124
- 2006 RK124
- 2006 RL124
- 2006 RN124
- 2006 RO124
- 2006 RQ124
- 2006 RR124
- 2006 RS124
- 2006 RU124
- 2006 RA125
- 2006 RD125
- 2006 RE125
- 2006 RG125
- 2006 RK125
- 2006 RO125
- 2006 RP125
- 2006 RQ125
- 2006 RS125
- 2006 RT125
- 2006 RW125
- 2006 RX125
- 2006 RY125
- 2006 RZ125
- 2006 RA126
- 2006 RC126
- 2006 RD126
- 2006 RE126
- 2006 RG126
- 2006 RJ126
- 2006 RM126
- 2006 RN126
- 2006 RQ126
- 2006 RR126
- 2006 RU126
- 2006 RV126
- 2006 RW126
- 2006 RX126
- 2006 RY126
- 2006 RZ126
- 2006 RA127
- 2006 RB127
- 2006 RE127
- 2006 RF127
- 2006 RG127
- 2006 RH127
- 2006 RJ127
- 2006 RK127
- 2006 RL127
- 2006 RN127
- 2006 RP127
- 2006 RQ127
- 2006 RR127
- 2006 RS127
- 2006 RV127
- 2006 RW127
- 2006 RX127

### Du 16 au 30 septembre 2006
- 2006 SB
- 2006 SC
- 2006 SD
- 2006 SS1
- 2006 SW1
- 2006 SK2
- 2006 SS2
- 2006 SM3
- 2006 SN3
- 2006 SQ3
- 2006 SV5
- 2006 SY5
- 2006 SB6
- 2006 SE6
- 2006 SQ6
- 2006 SY6
- 2006 SZ6
- 2006 SC7
- 2006 SE7
- 2006 SF7
- 2006 SG7
- 2006 SH7
- 2006 SJ9
- 2006 SP9
- 2006 SB10
- 2006 SF10
- 2006 SO10
- 2006 SP10
- 2006 SR10
- 2006 SV10
- 2006 SP12
- 2006 SZ13
- 2006 SK15
- 2006 SO15
- 2006 SE16
- 2006 SQ16
- 2006 ST16
- 2006 ST17
- 2006 SC19
- 2006 SF19
- 2006 SP19
- 2006 SQ19
- 2006 SR19
- 2006 SS19
- 2006 SS21
- 2006 SV21
- 2006 SJ24
- 2006 SN24
- 2006 SR24
- 2006 SX24
- 2006 SD25
- 2006 SE25
- 2006 SG25
- 2006 SH25
- 2006 SP26
- 2006 SK28
- 2006 SM28
- 2006 SM29
- 2006 SR30
- 2006 SS30
- 2006 SW30
- 2006 SB32
- 2006 SG32
- 2006 SN33
- 2006 SE34
- 2006 SU34
- 2006 SC35
- 2006 SV36
- 2006 SK37
- 2006 SN37
- 2006 SC38
- 2006 SE38
- 2006 SK38
- 2006 SL38
- 2006 SS39
- 2006 SV39
- 2006 SH41
- 2006 SE42
- 2006 SF42
- 2006 SG42
- 2006 SH43
- 2006 SE45
- 2006 SU45
- 2006 SY45
- 2006 SZ45
- 2006 SN46
- 2006 SH47
- 2006 SN47
- 2006 SG48
- 2006 SF49
- 2006 SO50
- 2006 SU51
- 2006 SJ52
- 2006 SC53
- 2006 SH53
- 2006 ST57
- 2006 SU57
- 2006 SC58
- 2006 SJ58
- 2006 SK58
- 2006 SM58
- 2006 SP58
- 2006 SK61
- 2006 SG64
- 2006 SY64
- 2006 SB65
- 2006 SE65
- 2006 SG65
- 2006 SQ65
- 2006 SX65
- 2006 SZ65
- 2006 SD66
- 2006 SR66
- 2006 SS66
- 2006 ST66
- 2006 SU66
- 2006 SY66
- 2006 SB67
- 2006 SF67
- 2006 SM67
- 2006 SQ67
- 2006 SR67
- 2006 SV67
- 2006 SC68
- 2006 SR68
- 2006 SU68
- 2006 SZ68
- 2006 SC69
- 2006 SU69
- 2006 SK71
- 2006 SA72
- 2006 SH72
- 2006 SS72
- 2006 SJ73
- 2006 SQ74
- 2006 SS74
- 2006 SW74
- 2006 SW75
- 2006 SC76
- 2006 ST76
- 2006 SV76
- 2006 SE77
- 2006 SF77
- 2006 SG77
- 2006 SO77
- 2006 SO78
- 2006 SP78
- 2006 SR78
- 2006 SF79
- 2006 SH79
- 2006 SM79
- 2006 SO79
- 2006 SY79
- 2006 SD80
- 2006 SE80
- 2006 SZ80
- 2006 SB81
- 2006 SD81
- 2006 SN81
- 2006 SW81
- 2006 SM82
- 2006 SC83
- 2006 SF83
- 2006 SO83
- 2006 SQ83
- 2006 SV83
- 2006 SJ84
- 2006 SQ84
- 2006 SX84
- 2006 SN85
- 2006 SX85
- 2006 SN86
- 2006 SP86
- 2006 SJ87
- 2006 SV87
- 2006 SE88
- 2006 SQ88
- 2006 SR88
- 2006 ST88
- 2006 SZ88
- 2006 SH89
- 2006 SB90
- 2006 SM90
- 2006 SP90
- 2006 ST90
- 2006 SY90
- 2006 SD91
- 2006 SM91
- 2006 SS91
- 2006 SJ92
- 2006 SK92
- 2006 SD93
- 2006 SL94
- 2006 SP94
- 2006 SX94
- 2006 ST95
- 2006 SZ95
- 2006 SV96
- 2006 SZ96
- 2006 SD97
- 2006 SB98
- 2006 SC98
- 2006 SM98
- 2006 ST98
- 2006 SB99
- 2006 SO99
- 2006 SQ99
- 2006 SV99
- 2006 SW99
- 2006 SN100
- 2006 SQ100
- 2006 SS100
- 2006 SX100
- 2006 SZ100
- 2006 SB101
- 2006 SD101
- 2006 SH101
- 2006 SP101
- 2006 SS101
- 2006 SV101
- 2006 SZ101
- 2006 SD102
- 2006 SF102
- 2006 SJ102
- 2006 SM102
- 2006 SP102
- 2006 SU102
- 2006 SV102
- 2006 SC103
- 2006 SE103
- 2006 SK103
- 2006 ST103
- 2006 SU103
- 2006 SJ104
- 2006 SO104
- 2006 SS104
- 2006 SU104
- 2006 SG105
- 2006 SL105
- 2006 SP105
- 2006 SS105
- 2006 ST105
- 2006 SZ105
- 2006 SB106
- 2006 SL106
- 2006 SN106
- 2006 SU106
- 2006 SD107
- 2006 SE107
- 2006 SH107
- 2006 SL108
- 2006 SM108
- 2006 SO108
- 2006 SA109
- 2006 SE109
- 2006 SG109
- 2006 SN109
- 2006 SY109
- 2006 SC110
- 2006 SE110
- 2006 SZ111
- 2006 SM112
- 2006 SU112
- 2006 SC113
- 2006 SM113
- 2006 SN113
- 2006 SO113
- 2006 SR113
- 2006 SU113
- 2006 SW113
- 2006 SX113
- 2006 SY113
- 2006 SA114
- 2006 SH114
- 2006 SK114
- 2006 SS114
- 2006 SU114
- 2006 SV114
- 2006 SA115
- 2006 SM116
- 2006 SU116
- 2006 SO117
- 2006 SZ117
- 2006 SB118
- 2006 SF118
- 2006 SG118
- 2006 SJ118
- 2006 SW118
- 2006 SY118
- 2006 SR122
- 2006 SW122
- 2006 SA124
- 2006 SW124
- 2006 SU126
- 2006 SO127
- 2006 SH128
- 2006 SK128
- 2006 SN131
- 2006 SP131
- 2006 SQ131
- 2006 SR131
- 2006 SS131
- 2006 ST131
- 2006 SH132
- 2006 SS132
- 2006 SA133
- 2006 SL134
- 2006 SO134
- 2006 SQ134
- 2006 SR134
- 2006 SS134
- 2006 ST134
- 2006 SZ135
- 2006 SM140
- 2006 SU140
- 2006 SB142
- 2006 SJ142
- 2006 SK142
- 2006 ST142
- 2006 SB143
- 2006 SE143
- 2006 SH143
- 2006 SN143
- 2006 SR143
- 2006 SS143
- 2006 SC144
- 2006 SJ144
- 2006 SL144
- 2006 SO144
- 2006 ST144
- 2006 SA145
- 2006 SE145
- 2006 SJ145
- 2006 SU145
- 2006 SX145
- 2006 SC146
- 2006 SD146
- 2006 SM146
- 2006 SN146
- 2006 SW146
- 2006 SY146
- 2006 SA147
- 2006 SB147
- 2006 SM147
- 2006 SN147
- 2006 SU147
- 2006 SW147
- 2006 SY147
- 2006 SA148
- 2006 SB148
- 2006 SD148
- 2006 SM148
- 2006 SZ148
- 2006 SC149
- 2006 SH149
- 2006 SQ149
- 2006 SX149
- 2006 SZ149
- 2006 SY150
- 2006 SC151
- 2006 SG151
- 2006 SO151
- 2006 SW151
- 2006 SD152
- 2006 SP152
- 2006 SX152
- 2006 SE153
- 2006 SF153
- 2006 SA154
- 2006 SB155
- 2006 SS155
- 2006 SG156
- 2006 SU156
- 2006 SW156
- 2006 SD157
- 2006 SR157
- 2006 ST157
- 2006 SU157
- 2006 SW157
- 2006 SD158
- 2006 SF158
- 2006 SR158
- 2006 SS158
- 2006 ST158
- 2006 SC159
- 2006 SD159
- 2006 SG159
- 2006 SH159
- 2006 SM159
- 2006 SR159
- 2006 SN160
- 2006 SH161
- 2006 SJ161
- 2006 SF162
- 2006 SG162
- 2006 SJ162
- 2006 SK162
- 2006 SM162
- 2006 SO162
- 2006 ST162
- 2006 SV162
- 2006 SW162
- 2006 SD163
- 2006 SN163
- 2006 ST163
- 2006 SV163
- 2006 SZ163
- 2006 SD164
- 2006 SS164
- 2006 SV164
- 2006 SQ165
- 2006 ST166
- 2006 SO167
- 2006 SQ167
- 2006 SZ167
- 2006 SD168
- 2006 SE168
- 2006 SO168
- 2006 SQ168
- 2006 SX168
- 2006 SZ168
- 2006 SB169
- 2006 SH169
- 2006 SM169
- 2006 SV169
- 2006 SA170
- 2006 SS170
- 2006 SW170
- 2006 SA171
- 2006 SD171
- 2006 SL171
- 2006 SS171
- 2006 SV171
- 2006 SW171
- 2006 SX171
- 2006 SZ171
- 2006 SK172
- 2006 SQ172
- 2006 ST172
- 2006 SZ172
- 2006 SB173
- 2006 SL173
- 2006 SB174
- 2006 SG174
- 2006 SQ174
- 2006 SW174
- 2006 SE175
- 2006 SG175
- 2006 SH175
- 2006 SK175
- 2006 SV175
- 2006 SC176
- 2006 SK176
- 2006 SO176
- 2006 SR176
- 2006 SS176
- 2006 SW176
- 2006 SY176
- 2006 SF177
- 2006 SH177
- 2006 SO177
- 2006 SP177
- 2006 ST177
- 2006 SE178
- 2006 SJ178
- 2006 SL178
- 2006 SM178
- 2006 SU178
- 2006 SV178
- 2006 SW178
- 2006 SA179
- 2006 SB179
- 2006 SF179
- 2006 SH179
- 2006 SM179
- 2006 SO179
- 2006 ST179
- 2006 SE180
- 2006 SF180
- 2006 SH180
- 2006 SM180
- 2006 SN180
- 2006 SR180
- 2006 SS180
- 2006 SU180
- 2006 SY180
- 2006 SD181
- 2006 SJ181
- 2006 SM181
- 2006 SO181
- 2006 SP181
- 2006 SQ181
- 2006 SR181
- 2006 SG182
- 2006 SM182
- 2006 SP182
- 2006 SR182
- 2006 ST182
- 2006 SV182
- 2006 SJ183
- 2006 SK183
- 2006 SM183
- 2006 SR183
- 2006 SC184
- 2006 SF184
- 2006 SL184
- 2006 SN184
- 2006 SP184
- 2006 SA185
- 2006 SB185
- 2006 SC185
- 2006 SO185
- 2006 SQ185
- 2006 SY185
- 2006 SE187
- 2006 SM187
- 2006 SS187
- 2006 SA188
- 2006 SD188
- 2006 SG188
- 2006 SS188
- 2006 SB189
- 2006 SG189
- 2006 SP189
- 2006 SY189
- 2006 SZ189
- 2006 SC190
- 2006 SG190
- 2006 SK190
- 2006 SL190
- 2006 SQ190
- 2006 SU190
- 2006 SY190
- 2006 SG191
- 2006 SH191
- 2006 SL191
- 2006 SR191
- 2006 SS191
- 2006 ST191
- 2006 SY191
- 2006 SB192
- 2006 SD192
- 2006 SR193
- 2006 SW193
- 2006 SY193
- 2006 SA194
- 2006 SC194
- 2006 SN194
- 2006 SQ194
- 2006 SU194
- 2006 SV194
- 2006 SY194
- 2006 SF195
- 2006 SG195
- 2006 SW195
- 2006 SX195
- 2006 SZ195
- 2006 SB196
- 2006 SC196
- 2006 SG196
- 2006 SL196
- 2006 SU196
- 2006 SA197
- 2006 SF197
- 2006 SS197
- 2006 SD198
- 2006 SM198
- 2006 SN198
- 2006 SO198
- 2006 SP198
- 2006 SK199
- 2006 ST199
- 2006 SV199
- 2006 SW199
- 2006 SF200
- 2006 SK200
- 2006 SL200
- 2006 SR200
- 2006 SV200
- 2006 SZ200
- 2006 SB201
- 2006 SG201
- 2006 SM201
- 2006 SN201
- 2006 SD202
- 2006 SH202
- 2006 SM202
- 2006 SN202
- 2006 SX202
- 2006 SY202
- 2006 SD203
- 2006 SG203
- 2006 SD204
- 2006 SO204
- 2006 SW204
- 2006 SZ204
- 2006 SA205
- 2006 SD205
- 2006 SE205
- 2006 SG205
- 2006 SZ205
- 2006 ST206
- 2006 SG207
- 2006 SK207
- 2006 SM207
- 2006 SN207
- 2006 SV207
- 2006 SK208
- 2006 SA209
- 2006 SK209
- 2006 SL209
- 2006 SM209
- 2006 SW209
- 2006 SY209
- 2006 SC210
- 2006 SE210
- 2006 SF210
- 2006 SH210
- 2006 SK210
- 2006 SP210
- 2006 SV210
- 2006 SY210
- 2006 ST211
- 2006 SW211
- 2006 SD212
- 2006 SC213
- 2006 SA214
- 2006 SS214
- 2006 SQ215
- 2006 ST215
- 2006 SV215
- 2006 SZ215
- 2006 SE216
- 2006 SS216
- 2006 SX216
- 2006 SR217
- 2006 SS217
- 2006 ST217
- 2006 SU217
- 2006 SV217
- 2006 SW217
- 2006 SY217
- 2006 SB219
- 2006 SD219
- 2006 SF219
- 2006 SM219
- 2006 SO219
- 2006 SS219
- 2006 SD220
- 2006 SE220
- 2006 SG220
- 2006 SJ220
- 2006 SP220
- 2006 SS220
- 2006 ST220
- 2006 SF222
- 2006 SG222
- 2006 SK222
- 2006 SL222
- 2006 SM222
- 2006 SN222
- 2006 SP222
- 2006 SR222
- 2006 SZ222
- 2006 SA223
- 2006 SB223
- 2006 SG223
- 2006 SH225
- 2006 ST225
- 2006 SB226
- 2006 SE226
- 2006 SF227
- 2006 SG227
- 2006 SX227
- 2006 SZ227
- 2006 SF228
- 2006 SN228
- 2006 SO228
- 2006 ST228
- 2006 SU228
- 2006 SV228
- 2006 SZ228
- 2006 SE229
- 2006 SQ229
- 2006 SA230
- 2006 SG230
- 2006 SR230
- 2006 SZ230
- 2006 SE231
- 2006 SF231
- 2006 SG231
- 2006 SJ231
- 2006 SW231
- 2006 SX231
- 2006 SB232
- 2006 SD232
- 2006 SF232
- 2006 SL232
- 2006 SY232
- 2006 SH233
- 2006 SJ233
- 2006 SM233
- 2006 SV233
- 2006 SY233
- 2006 SC234
- 2006 SE234
- 2006 SF234
- 2006 SG234
- 2006 SJ234
- 2006 SN234
- 2006 SP234
- 2006 SQ234
- 2006 SS234
- 2006 SU234
- 2006 SV234
- 2006 SZ234
- 2006 SA235
- 2006 SB235
- 2006 SF235
- 2006 SJ235
- 2006 SV235
- 2006 SX235
- 2006 SC236
- 2006 SK236
- 2006 SN236
- 2006 SA237
- 2006 SB237
- 2006 SD237
- 2006 SE237
- 2006 SM237
- 2006 SX237
- 2006 SF238
- 2006 SH238
- 2006 SL238
- 2006 SU238
- 2006 SM239
- 2006 SO239
- 2006 SP239
- 2006 SA240
- 2006 SM240
- 2006 SQ240
- 2006 ST240
- 2006 SX240
- 2006 SY240
- 2006 SA241
- 2006 SV241
- 2006 SB242
- 2006 SD242
- 2006 SF242
- 2006 SL242
- 2006 SR242
- 2006 ST242
- 2006 SX242
- 2006 SB243
- 2006 SK243
- 2006 SO243
- 2006 SC244
- 2006 SN244
- 2006 SS244
- 2006 SY244
- 2006 SC245
- 2006 SK245
- 2006 SM245
- 2006 SQ245
- 2006 SY245
- 2006 SD246
- 2006 SE246
- 2006 SF246
- 2006 SK246
- 2006 SV246
- 2006 SA247
- 2006 SD247
- 2006 SF247
- 2006 SH247
- 2006 SL247
- 2006 ST247
- 2006 SX247
- 2006 SB248
- 2006 SE248
- 2006 SG248
- 2006 SO248
- 2006 SP248
- 2006 SQ248
- 2006 SU248
- 2006 SX248
- 2006 SE249
- 2006 SK249
- 2006 SQ249
- 2006 SA250
- 2006 SD250
- 2006 SG250
- 2006 SP250
- 2006 SW250
- 2006 SB251
- 2006 SF251
- 2006 SJ251
- 2006 SQ251
- 2006 SS251
- 2006 ST251
- 2006 SU251
- 2006 SV251
- 2006 SX251
- 2006 SY251
- 2006 SZ251
- 2006 SA252
- 2006 SC252
- 2006 SE252
- 2006 SG252
- 2006 SJ252
- 2006 SN252
- 2006 SP252
- 2006 SW252
- 2006 SZ252
- 2006 SA253
- 2006 SC253
- 2006 SD253
- 2006 SG253
- 2006 SN253
- 2006 SU253
- 2006 SV253
- 2006 SW253
- 2006 SY253
- 2006 SZ253
- 2006 SA254
- 2006 SD254
- 2006 SG254
- 2006 SH254
- 2006 SO254
- 2006 SS254
- 2006 SZ254
- 2006 SA255
- 2006 SB255
- 2006 SN255
- 2006 SP255
- 2006 SQ255
- 2006 SR255
- 2006 SH256
- 2006 SO256
- 2006 SS256
- 2006 SZ256
- 2006 SC257
- 2006 SE257
- 2006 SH258
- 2006 SS258
- 2006 SB259
- 2006 SC259
- 2006 SJ259
- 2006 SO259
- 2006 SP259
- 2006 SR259
- 2006 SL260
- 2006 SN260
- 2006 SR260
- 2006 SU260
- 2006 SB261
- 2006 SC261
- 2006 SK261
- 2006 SB262
- 2006 SB263
- 2006 SN263
- 2006 SW263
- 2006 SL264
- 2006 SS264
- 2006 ST264
- 2006 SF265
- 2006 SC266
- 2006 SO266
- 2006 SW266
- 2006 SN267
- 2006 ST267
- 2006 SZ267
- 2006 ST268
- 2006 SA269
- 2006 SY269
- 2006 SH270
- 2006 SL270
- 2006 ST270
- 2006 SX270
- 2006 SJ271
- 2006 SS271
- 2006 SD272
- 2006 SE272
- 2006 SL272
- 2006 SN272
- 2006 SO272
- 2006 SV272
- 2006 SX272
- 2006 SE273
- 2006 SH273
- 2006 SL273
- 2006 SJ274
- 2006 SC275
- 2006 SU275
- 2006 SH276
- 2006 SJ276
- 2006 SW276
- 2006 SB277
- 2006 SC277
- 2006 SD277
- 2006 SG277
- 2006 SP277
- 2006 SM278
- 2006 SP278
- 2006 SE279
- 2006 SY280
- 2006 SF281
- 2006 SK281
- 2006 SM281
- 2006 SN281
- 2006 ST281
- 2006 SU281
- 2006 SX281
- 2006 SQ282
- 2006 SS282
- 2006 SK288
- 2006 SY290
- 2006 SJ292
- 2006 SQ292
- 2006 SU292
- 2006 SW292
- 2006 SX292
- 2006 SH293
- 2006 SK293
- 2006 SS293
- 2006 SX293
- 2006 SY293
- 2006 SH294
- 2006 SL294
- 2006 SL295
- 2006 SM295
- 2006 ST295
- 2006 SY295
- 2006 SZ295
- 2006 SJ296
- 2006 SM296
- 2006 SQ296
- 2006 SA297
- 2006 SD297
- 2006 SE297
- 2006 SF298
- 2006 SC299
- 2006 SO299
- 2006 SS299
- 2006 SW299
- 2006 SZ299
- 2006 SR300
- 2006 SS300
- 2006 SJ301
- 2006 SL301
- 2006 SD302
- 2006 SN302
- 2006 SO302
- 2006 SQ303
- 2006 SR303
- 2006 SK304
- 2006 SS304
- 2006 SV304
- 2006 SX304
- 2006 SJ305
- 2006 SM305
- 2006 ST305
- 2006 SZ305
- 2006 SC306
- 2006 SF306
- 2006 SN306
- 2006 SS306
- 2006 SA307
- 2006 SF307
- 2006 SH307
- 2006 SP307
- 2006 SQ307
- 2006 SR307
- 2006 ST307
- 2006 SF308
- 2006 SH308
- 2006 SJ308
- 2006 SK308
- 2006 SM308
- 2006 SQ308
- 2006 ST308
- 2006 SU308
- 2006 SW308
- 2006 SY308
- 2006 SN309
- 2006 SP309
- 2006 SZ310
- 2006 SF311
- 2006 SA312
- 2006 SD312
- 2006 SS312
- 2006 SU312
- 2006 SL313
- 2006 SR313
- 2006 SS313
- 2006 SE314
- 2006 SL314
- 2006 SO314
- 2006 SZ314
- 2006 SG315
- 2006 SL315
- 2006 SY315
- 2006 SR316
- 2006 SW316
- 2006 SY316
- 2006 SH317
- 2006 SN318
- 2006 SQ318
- 2006 SD319
- 2006 SE319
- 2006 SJ319
- 2006 SS319
- 2006 ST319
- 2006 SA320
- 2006 SF320
- 2006 SO320
- 2006 SW320
- 2006 SX320
- 2006 SC321
- 2006 SH321
- 2006 SK321
- 2006 SV321
- 2006 SC322
- 2006 SF322
- 2006 SL322
- 2006 SM322
- 2006 SX322
- 2006 SE323
- 2006 SE324
- 2006 SJ324
- 2006 SO324
- 2006 SX324
- 2006 SA325
- 2006 SJ325
- 2006 SX325
- 2006 SB326
- 2006 SS326
- 2006 SU326
- 2006 SW326
- 2006 SZ326
- 2006 SU327
- 2006 SE328
- 2006 SH328
- 2006 SV328
- 2006 SX328
- 2006 SZ328
- 2006 SD329
- 2006 SS329
- 2006 SA330
- 2006 ST330
- 2006 SY330
- 2006 SZ330
- 2006 SA331
- 2006 SB331
- 2006 SE331
- 2006 SH331
- 2006 SK331
- 2006 SN331
- 2006 SP331
- 2006 SC332
- 2006 SR332
- 2006 SS332
- 2006 SZ332
- 2006 SK333
- 2006 SP333
- 2006 SQ333
- 2006 SU335
- 2006 SD336
- 2006 SP336
- 2006 SL337
- 2006 SA338
- 2006 SD338
- 2006 SF338
- 2006 SN338
- 2006 SY338
- 2006 SW339
- 2006 SR340
- 2006 SB341
- 2006 SB342
- 2006 SR342
- 2006 SU343
- 2006 SM344
- 2006 SP344
- 2006 ST344
- 2006 SE345
- 2006 SH345
- 2006 SC346
- 2006 SH346
- 2006 SN346
- 2006 SN347
- 2006 SU347
- 2006 SV347
- 2006 SA348
- 2006 SB348
- 2006 SC348
- 2006 SJ348
- 2006 SK348
- 2006 SU348
- 2006 SV348
- 2006 SY348
- 2006 SK349
- 2006 SL349
- 2006 SZ349
- 2006 SB350
- 2006 SD350
- 2006 SH350
- 2006 SJ350
- 2006 SB351
- 2006 SP351
- 2006 SU352
- 2006 SB353
- 2006 SC354
- 2006 SW354
- 2006 SP357
- 2006 SS357
- 2006 ST357
- 2006 SQ359
- 2006 SP361
- 2006 SW361
- 2006 SC362
- 2006 SD362
- 2006 SY362
- 2006 SP365
- 2006 SB366
- 2006 SM366
- 2006 SF368
- 2006 SG368
- 2006 SH368
- 2006 SZ368
- 2006 SF369
- 2006 SH371
- 2006 SL371
- 2006 SN372
- 2006 SP372
- 2006 SF373
- 2006 SK373
- 2006 SL373
- 2006 SN373
- 2006 SP373
- 2006 SQ373
- 2006 SS373
- 2006 ST373
- 2006 SA374
- 2006 SM374
- 2006 SO374
- 2006 SQ374
- 2006 SC375
- 2006 SD375
- 2006 SQ375
- 2006 SR375
- 2006 ST375
- 2006 SF376
- 2006 SH376
- 2006 SK376
- 2006 SN376
- 2006 SQ376
- 2006 SR376
- 2006 SY376
- 2006 SE377
- 2006 SL377
- 2006 SN377
- 2006 SP377
- 2006 SQ377
- 2006 SU377
- 2006 SY377
- 2006 SH378
- 2006 SK378
- 2006 SN378
- 2006 SO378
- 2006 SQ378
- 2006 SV378
- 2006 SE379
- 2006 SG379
- 2006 SL379
- 2006 SR379
- 2006 SS379
- 2006 ST379
- 2006 SU379
- 2006 SV379
- 2006 SW379
- 2006 SZ379
- 2006 SC380
- 2006 SD380
- 2006 SF380
- 2006 SJ380
- 2006 SU380
- 2006 SW380
- 2006 SC381
- 2006 SH381
- 2006 SJ381
- 2006 SK381
- 2006 SL381
- 2006 SM381
- 2006 ST381
- 2006 SY381
- 2006 SZ381
- 2006 SD382
- 2006 SO382
- 2006 SP382
- 2006 SR382
- 2006 ST382
- 2006 SA383
- 2006 SD383
- 2006 SN383
- 2006 SP383
- 2006 SW383
- 2006 SA384
- 2006 SC384
- 2006 SD384
- 2006 SF384
- 2006 SG384
- 2006 SH384
- 2006 SP384
- 2006 ST384
- 2006 SU384
- 2006 SE385
- 2006 SF385
- 2006 SL385
- 2006 SS385
- 2006 SV385
- 2006 SP386
- 2006 SW386
- 2006 SX386
- 2006 SY386
- 2006 SB387
- 2006 SD387
- 2006 SJ387
- 2006 SK387
- 2006 SM387
- 2006 SS387
- 2006 SU387
- 2006 SV387
- 2006 SW387
- 2006 SB388
- 2006 SY388
- 2006 SA389
- 2006 SF389
- 2006 SG389
- 2006 SH389
- 2006 SK389
- 2006 SL389
- 2006 SM389
- 2006 SP389
- 2006 ST389
- 2006 SW389
- 2006 SA390
- 2006 SH390
- 2006 SJ390
- 2006 SN390
- 2006 SP390
- 2006 SH394
- 2006 SK394
- 2006 SM394
- 2006 SN394
- 2006 SG395
- 2006 SJ395
- 2006 SM395
- 2006 SP395
- 2006 ST395
- 2006 SX395
- 2006 SZ395
- 2006 SB396
- 2006 SP396
- 2006 ST396
- 2006 SX396
- 2006 SC397
- 2006 SG397
- 2006 SK397
- 2006 SR397
- 2006 SC398
- 2006 SA399
- 2006 SC399
- 2006 SG399
- 2006 SK399
- 2006 SY399
- 2006 SA400
- 2006 SC400
- 2006 SH400
- 2006 SN400
- 2006 SV400
- 2006 SA401
- 2006 SO401
- 2006 SL402
- 2006 SF403
- 2006 SU403
- 2006 SV403
- 2006 SX403
- 2006 SC404
- 2006 SH404
- 2006 SM404
- 2006 SC405
- 2006 SQ405
- 2006 SR405
- 2006 SS405
- 2006 SX405
- 2006 SZ405
- 2006 SC406
- 2006 SO406
- 2006 SS406
- 2006 ST406
- 2006 SW406
- 2006 SX406
- 2006 SF407
- 2006 SU407
- 2006 SZ408
- 2006 SZ409
- 2006 SD410
- 2006 SF410
- 2006 SG410
- 2006 SH410
- 2006 SM410
- 2006 SO410
- 2006 SP410
- 2006 SU411
- 2006 SB412
- 2006 SP412
- 2006 SE415
- 2006 SF415
- 2006 SG415
- 2006 SH415
- 2006 ST415
- 2006 SZ415
- 2006 SY416
- 2006 SA417
- 2006 SM417
- 2006 SQ417
- 2006 SX417
- 2006 SY417
- 2006 SA418
- 2006 SG418
- 2006 SO418
- 2006 SB419
- 2006 SG419
- 2006 SH419
- 2006 SM419
- 2006 SR419
- 2006 ST419
- 2006 SW419
- 2006 SZ419
- 2006 SF420
- 2006 SU420
- 2006 SX420
- 2006 SZ420
- 2006 SF421
- 2006 SG421
- 2006 SN421
- 2006 SR421
- 2006 SV421
- 2006 SB422
- 2006 SJ422
- 2006 SO422
- 2006 SQ422
- 2006 SV422
- 2006 SE423
- 2006 SH423
- 2006 SO423
- 2006 SR423
- 2006 ST423
- 2006 SU423
- 2006 SX423
- 2006 SH424
- 2006 SM424
- 2006 SR424
- 2006 SZ425
- 2006 SL426
- 2006 SK427
- 2006 SR427
- 2006 SU427
- 2006 SW427
- 2006 SB428
- 2006 SG428
- 2006 SK428
- 2006 SR428
- 2006 SS428
- 2006 SA429
- 2006 SG429
- 2006 SL429
- 2006 SN429
- 2006 SO429
- 2006 SR429
- 2006 ST429
- 2006 SU429
- 2006 SZ429
- 2006 SA430
- 2006 SD430
- 2006 SF430
- 2006 SG430
- 2006 SK430
- 2006 SL430
- 2006 SN430
- 2006 SP430
- 2006 SS430
- 2006 SU430
- 2006 SW430
- 2006 SX430
- 2006 SY430
- 2006 SB431
- 2006 SC431
- 2006 SD431
- 2006 SE431
- 2006 SF431
- 2006 SG431
- 2006 SK431
- 2006 SL431
- 2006 SM431
- 2006 SP431
- 2006 SR431
- 2006 SS431
- 2006 ST431
- 2006 SU431
- 2006 SW431
- 2006 SX431
- 2006 SY431
- 2006 SZ431
- 2006 SA432
- 2006 SB432
- 2006 SC432
- 2006 SD432
- 2006 SE432
- 2006 SF432
- 2006 SG432
- 2006 SH432
- 2006 SJ432
- 2006 SK432
- 2006 SL432
- 2006 SM432
- 2006 SN432
- 2006 SO432
- 2006 SP432
- 2006 SQ432
- 2006 SS432
- 2006 ST432
- 2006 SV432
- 2006 SW432
- 2006 SX432
- 2006 SU433
- 2006 SW433
- 2006 SQ434
- 2006 SS434
- 2006 SF435
- 2006 SN435
- 2006 SA436
- 2006 SD436
- 2006 SE436
- 2006 SH436
- 2006 SL436
- 2006 SN436
- 2006 SO436
- 2006 SZ436
- 2006 SD437
- 2006 SE437
- 2006 SF437
- 2006 SK437
- 2006 SL437
- 2006 SM437
- 2006 SO437
- 2006 SP437
- 2006 SQ437
- 2006 ST437
- 2006 SW437
- 2006 SZ437
- 2006 SG438
- 2006 SH438
- 2006 SK438
- 2006 SL438
- 2006 SM438
- 2006 SP438
- 2006 SR438
- 2006 SV438
- 2006 SW438
- 2006 SX438
- 2006 SY438
- 2006 SZ438
- 2006 SA439
- 2006 SB439
- 2006 SC439
- 2006 SD439
- 2006 SE439
- 2006 SF439
- 2006 SG439
- 2006 SH439
- 2006 SJ439
- 2006 SK439
- 2006 SP439
- 2006 SE441
- 2006 SF441
- 2006 SG441
- 2006 SL441
- 2006 SS441
- 2006 ST441
- 2006 SU441
- 2006 SV441
- 2006 SY441
- 2006 SZ441
- 2006 SA442
- 2006 SB442
- 2006 SC442
- 2006 SE442
- 2006 SF442
- 2006 SG442
- 2006 SH442
- 2006 SU442
- 2006 SB443
- 2006 SF443
- 2006 SG443
- 2006 SK443
- 2006 SL443
- 2006 SO443
- 2006 SP443
- 2006 SQ443
- 2006 SS443
- 2006 SV443
- 2006 SW443
- 2006 SX443
- 2006 SY443
- 2006 SA444
- 2006 SB444
- 2006 SH444
- 2006 SL444
- 2006 SO444
- 2006 SR444
- 2006 SU444
- 2006 SY444
- 2006 SZ444
- 2006 SH445
- 2006 SL445
- 2006 SM445
- 2006 SN445
- 2006 SO445
- 2006 SQ445
- 2006 SV445
- 2006 SB446
- 2006 SC446
- 2006 SD446
- 2006 SE446
- 2006 SG446
- 2006 SH446
- 2006 SJ446
- 2006 SK446
- 2006 SM446
- 2006 SN446
- 2006 SO446
- 2006 SC447
- 2006 SD447
- 2006 SG447
- 2006 SJ447
- 2006 SL447
- 2006 SN447
- 2006 SO447
- 2006 SQ447
- 2006 SR447
- 2006 SV447
- 2006 SZ447
- 2006 SB448
- 2006 SM448
- 2006 SN448
- 2006 SQ448
- 2006 SV448
- 2006 SW448
- 2006 SX448
- 2006 SY448
- 2006 SZ448
- 2006 SE449
- 2006 SF449
- 2006 SG449
- 2006 SH449
- 2006 SR449
- 2006 SS449
- 2006 ST449
- 2006 SV449
- 2006 SW449
- 2006 SY449
- 2006 SZ449
- 2006 SB450
- 2006 SC450
- 2006 SD450
- 2006 SE450
- 2006 SK450
- 2006 SM450
- 2006 SO450
- 2006 SQ450
- 2006 SR450
- 2006 SS450
- 2006 ST450
- 2006 SV450
- 2006 SW450
- 2006 SY450
- 2006 SA451
- 2006 SC451
- 2006 SD451
- 2006 SE451
- 2006 SF451
- 2006 SJ451
- 2006 SK451
- 2006 SM451
- 2006 SN451
- 2006 SO451
- 2006 SP451
- 2006 SQ451
- 2006 SR451
- 2006 ST451
- 2006 SU451
- 2006 SV451
- 2006 SW451
- 2006 SX451
- 2006 SY451
- 2006 SZ451
- 2006 SD452
- 2006 SF452
- 2006 SH452
- 2006 SK452
- 2006 SM452
- 2006 SO452
- 2006 SQ452
- 2006 SS452
- 2006 ST452
- 2006 SV452
- 2006 SY452
- 2006 SZ452
- 2006 SH453
- 2006 SJ453
- 2006 SK453
- 2006 SL453
- 2006 SM453
- 2006 SN453
- 2006 SO453
- 2006 SR453
- 2006 ST453
- 2006 SU453
- 2006 SW453
- 2006 SX453
- 2006 SZ453
- 2006 SA454
- 2006 SB454
- 2006 SC454
- 2006 SD454
- 2006 SG454
- 2006 SH454
- 2006 SJ454
- 2006 SL454
- 2006 SO454
- 2006 SQ454
- 2006 SY454
- 2006 SA455
- 2006 SB455
- 2006 SD455
- 2006 SE455
- 2006 SF455
- 2006 SH455
- 2006 SN455
- 2006 SP455
- 2006 SQ455
- 2006 SR455
- 2006 SS455
- 2006 ST455
- 2006 SU455
- 2006 SV455
- 2006 SY455
- 2006 SB456
- 2006 SF456
- 2006 SG456
- 2006 SH456
- 2006 SJ456
- 2006 SN456
- 2006 SO456
- 2006 SP456
- 2006 SR456
- 2006 ST456
- 2006 SU456
- 2006 SV456
- 2006 SW456
- 2006 SY456
- 2006 SZ456
- 2006 SA457
- 2006 SC457
- 2006 SD457
- 2006 SG457
- 2006 SH457
- 2006 SJ457
- 2006 SL457
- 2006 SM457
- 2006 SN457
- 2006 SX457
- 2006 SY457
- 2006 SZ457
- 2006 SA458
- 2006 SB458
- 2006 SC458
- 2006 SD458
- 2006 SE458
- 2006 SG458
- 2006 SH458
- 2006 SJ458
- 2006 SK458
- 2006 SL458
- 2006 SM458
- 2006 SR458
- 2006 SS458
- 2006 ST458
- 2006 SU458
- 2006 SV458
- 2006 SW458
- 2006 SX458
- 2006 SY458
- 2006 SZ458
- 2006 SA459
- 2006 SB459
- 2006 SC459
- 2006 SD459
- 2006 SF459
- 2006 SG459
- 2006 SH459
- 2006 SJ459
- 2006 SM459
- 2006 SO459
- 2006 SP459
- 2006 SQ459
- 2006 SR459
- 2006 SS459
- 2006 ST459
- 2006 SU459
- 2006 SW459
- 2006 SX459
- 2006 SY459
- 2006 SZ459
- 2006 SA460
- 2006 SB460
- 2006 SC460
- 2006 SD460
- 2006 SE460
- 2006 SF460
- 2006 SG460
- 2006 SH460
- 2006 SJ460
- 2006 SK460
- 2006 SL460
- 2006 SM460
- 2006 SN460
- 2006 SO460
- 2006 SQ460
- 2006 ST460
- 2006 SU460
- 2006 SV460
- 2006 SW460
- 2006 SX460
- 2006 SY460
- 2006 SZ460
- 2006 SA461
- 2006 SB461
- 2006 SC461
- 2006 SD461
- 2006 SE461
- 2006 SF461
- 2006 SG461
- 2006 SH461
- 2006 SJ461
- 2006 SL461
- 2006 SN461
- 2006 SP461
- 2006 SQ461
- 2006 SR461
- 2006 SU461
- 2006 SV461
- 2006 SW461
- 2006 SX461
- 2006 SY461
- 2006 SZ461
- 2006 SA462
- 2006 SB462
- 2006 SC462
- 2006 SD462
- 2006 SF462
- 2006 SG462
- 2006 SJ462
- 2006 SK462
- 2006 SM462
- 2006 SN462
- 2006 SO462
- 2006 SP462
- 2006 SR462
- 2006 SS462
- 2006 ST462
- 2006 SU462
- 2006 SX462
- 2006 SY462
- 2006 SA463
- 2006 SB463
- 2006 SD463
- 2006 SE463
- 2006 SF463
- 2006 SG463
- 2006 SH463
- 2006 SJ463
- 2006 SK463
- 2006 SL463
- 2006 SM463
- 2006 SN463
- 2006 SO463
- 2006 SQ463
- 2006 SR463
- 2006 SS463
- 2006 ST463
- 2006 SU463
- 2006 SV463
- 2006 SX463
- 2006 SY463
- 2006 SZ463
- 2006 SA464
- 2006 SD464
- 2006 SE464
- 2006 SF464
- 2006 SG464
- 2006 SH464
- 2006 SK464
- 2006 SL464
- 2006 SM464
- 2006 SN464
- 2006 SO464
- 2006 SP464
- 2006 SQ464
- 2006 SS464
- 2006 ST464
- 2006 SU464
- 2006 SV464
- 2006 SX464
- 2006 SY464
- 2006 SZ464
- 2006 SA465
- 2006 SB465
- 2006 SC465
- 2006 SD465
- 2006 SE465
- 2006 SF465
- 2006 SG465
- 2006 SH465
- 2006 SJ465
- 2006 SK465
- 2006 SL465
- 2006 SM465
- 2006 SN465
- 2006 SO465
- 2006 SP465
- 2006 SQ465
- 2006 SR465